# 阿纳斯塔西娅·戈尔边科
阿纳斯塔西娅·戈尔边科（希伯來語：‎，2003年8月7日—），以色列女子游泳运动员，2018年夏季青年奥林匹克运动会女子200米个人混合泳金牌得主、2024年世界游泳锦标赛女子400米个人混合泳银牌得主。